# 岭南会馆
岭南会馆，位于江苏省扬州市广陵区新仓巷4号，是中华人民共和国江苏省文物保护单位之一。
岭南会馆建于晚清，是目前扬州保存最为完整的会馆建筑，其壮观的门楼仅次于湖南会馆。2006年6月5日，授予江苏省文物保护单位。